# Joan de Mèdici (cardenal)

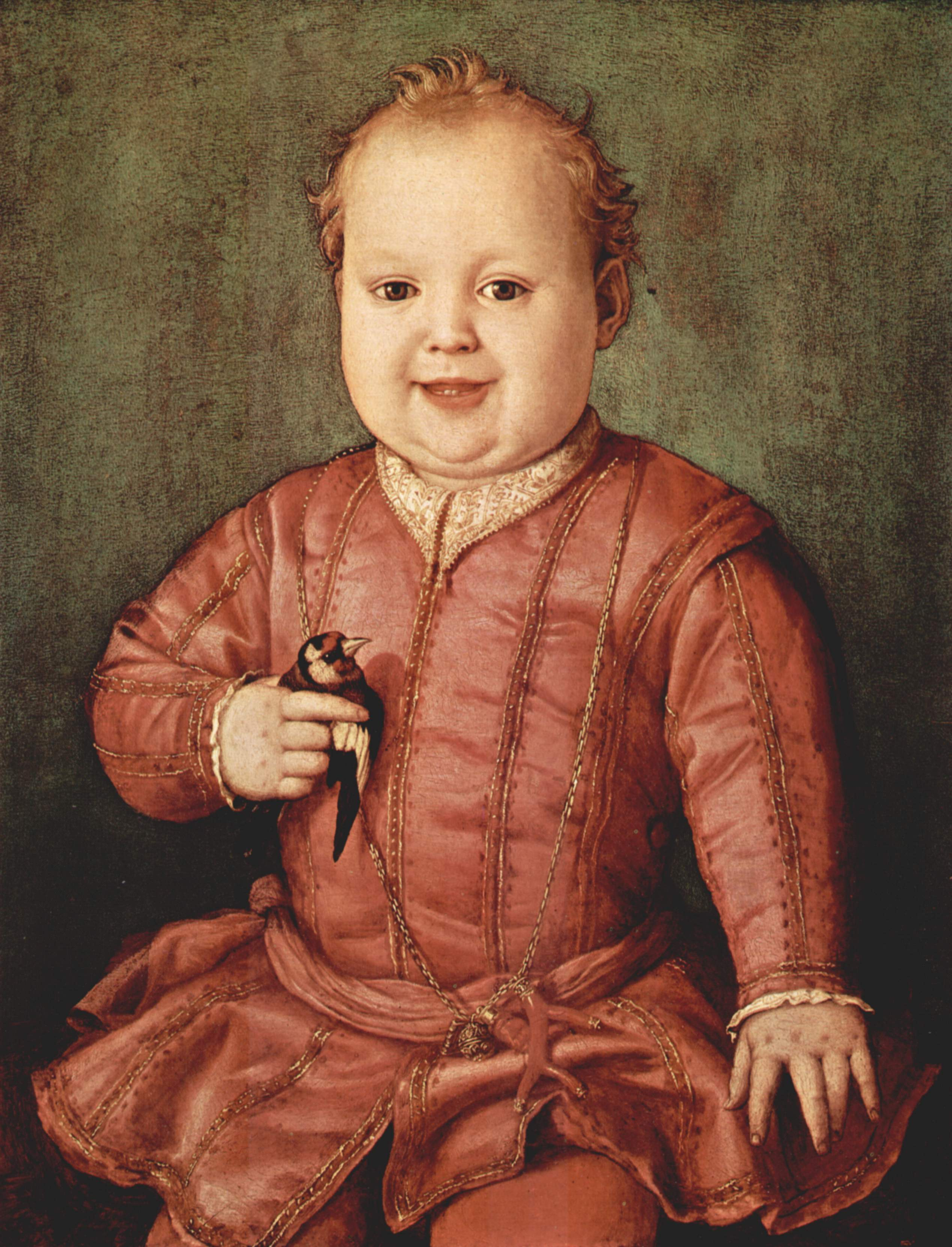
Ritratto di Giovanni de' Medici a due anni, obra d'Agnolo Bronzino (vers el 1545).

Joan de Mèdici (en italià: Giovanni di Medici), anomenat Giovanni el Jove, (Florència, Ducat de Florència, 29 de setembre de 1543 - Liorna, 20 de novembre de 1562) fou un membre de la família Mèdici que va esdevenir cardenal de l'Església Catòlica.

## Orígens familiars
Era fill del duc Cosme I de Mèdici i Elionor de Toledo, i net per línia paterna de Giovanni dalle Bande Nere i Maria Salviati, i per línia materna de Pedro Álvarez de Toledo y Zúñiga i de la marquesa de Villafranca Juana Osorio y Pimentel.
Fou germà, entre d'altres, dels Grans Ducs Francesc I i Ferran I de Mèdici; d'Isabella de Mèdici, casada amb Paolo Giordano I Orsini; de Maria de Mèdici; i de Lucrècia de Mèdici, casada amb Alfons II d'Este.

## Vida religiosa
Orientat a la vida religiosa des del seu naixement, la seva trajectòria fou fulgurant gràcies a les influències de la seva família dins de la cort papal. Així el 31 de gener de 1560 fou nomenat cardenal pel papa Pius IV i el 19 de juny del mateix any arquebisbe de la ciutat de Pisa, si bé mai no fou consagrat donada la seva joventut.
Malalt de tuberculosi, va morir prematurament el 1562 a causa de la malària contreta quan es trobava a Livorno amb la seva mare i el seu germà Garcia, que moriren dies més tard. El seu cos fou traslladat a Florència, on fou sepultat a la Basílica de Sant Llorenç d'aquesta ciutat, i a la seva mort el seu germà petit, Ferran de Mèdici, fou nomenat cardenal.